# Société des avions Marcel Bloch
La Société des avions Marcel Bloch era un'azienda aeronautica francese attiva nella produzione di aeroplani militari e civili fondata alla fine degli anni venti.

## Storia
Il primo progetto, un'elica, viene sviluppato nel 1915 ad opera del fondatore Marcel Bloch, che poi fu autorizzato a cambiare il cognome in Dassault (dall'espressione avion d'assault, "aereo d'assalto). 
Tale elica, nota con il nome "Eclair", verrà impiegata sul caccia SPAD S.VII dell'asso francese Georges Guynemer.
Il primo velivolo completo, il SEA IV, viene prodotto nel 1918 sempre ad opera di Marcel Bloch.
La fondazione dell'azienda si deve al pioniere dell'aviazione francese Marcel Dassault, che al momento usava ancora il cognome Bloch, nel 1928. Con la fine della prima guerra mondiale la richiesta di velivoli si ridusse drasticamente e Dassault, che aveva già collaborato ai tempi del conflitto con Henry Potez nel progettare velivoli da combattimento, dovette attendere qualche anno per avviare la produzione di velivoli da proporre al mercato civile. Il primo velivolo prodotto, nel 1930, fu il trimotore da trasporto e postale Bloch MB 60 interamente in struttura metallica a cui seguì l'anno successivo l'MB 61, sostanzialmente identico se non per la motorizzazione adottata.
Nel 1937 l'azienda venne nazionalizzata ed inserita con altri produttori per formare un consorzio, la Société nationale des constructions aéronautiques du sud-ouest (SNCASO), spingendo Bloch a fondare una nuova azienda, la  Société anonyme des avions Marcel Bloch, che continuerà l'attività fino al 1941.
Nel 1946 Bloch decise di cambiare il suo cognome in  Dassault, in onore del fratello, generale Darius Paul Bloch, che nella resistenza francese usava  Dassault come pseudonimo.
Ed in conseguenza, nel 1947, l'azienda assunse la nuova denominazione di Avions Marcel Dassault (AMD) divenuta successivamente l'attuale Dassault Aviation.

## Modelli di aeroplani (con anno del primo volo)
(lista parziale)

### Militari
- Hélice Eclair (1916)
- SEA IV (1918)
- MB 80-81 (1932)
- MB 200 (1933)
- MB 210-211 (1935)
- MB 130-136 (1936)
- MB 150-157 (1937)
- MB 500 (1938)
- MB 170-178 (1939)
- MB 480 (1939)
- MB 700 (1940)
- MB 162 (1940)

### Civili
- MB 60-61 (1930)
- MB 70-71 (1932)
- MB 90-93 (1932)
- MB 120 (1932)
- MB 110 (1933)
- MB 141 (1934)
- MB 300 (1935)
- MB 220-221 (1936)
- MB 160-161 (1937)
- MB 800 (1941)